# 陈伯华
陈伯华（1919年—2015年1月30日），女，原名陈佩珍，科名新化钗，艺名小牡丹花，湖北武汉人，中国汉剧表演艺术家，一级演员，武汉汉剧院原院长，第三届全国人大代表，第五、六、七届全国政协委员。